# هون
هذه الصفحة عن المدينة الليبية، أما عن الشعب الأوروبي القديم أنظر الهون.
هون، هي مدينة من ضمن مدن منطقة الجفرة في ليبيا.
ذكرت في كتاب المؤرخ جاك تيري «تاريخ الصحراء الليبية في العصور الوسطى» وأورد أبو عبيد البكري في كتابة «المسالك والممالك» الذي ألفه في القرن الحادي عشر الميلادي «..(هول) (هُـل) مدينة سكانها كثيرون ولها مساحات شاسعة من النخيل وعيون ماء عديدة..»، ويحدد البكري موقع هذه الواحة على مسافة يوم من كانت سوق ومحطة للمسافر واصبحت منطقة كا   غربا وهو تقدير صحيح (25 كم) وعلى مسافة خمسة أيام من سبها شمالا وهو ما يتطلب سرعة كبيرة في التفكير في عبور جبال الهروج السوداء.

## التسمية
جاء عن ابن مكرم الأفريقي (ابن منظور صاحب لسان العرب) انه قال «إن اشتقاق اسم هون من جهة السهل فهو هين في قول القرآن (هو أهون عليه) والهون بالفتح، السكينة والوقار.

## التاريخ

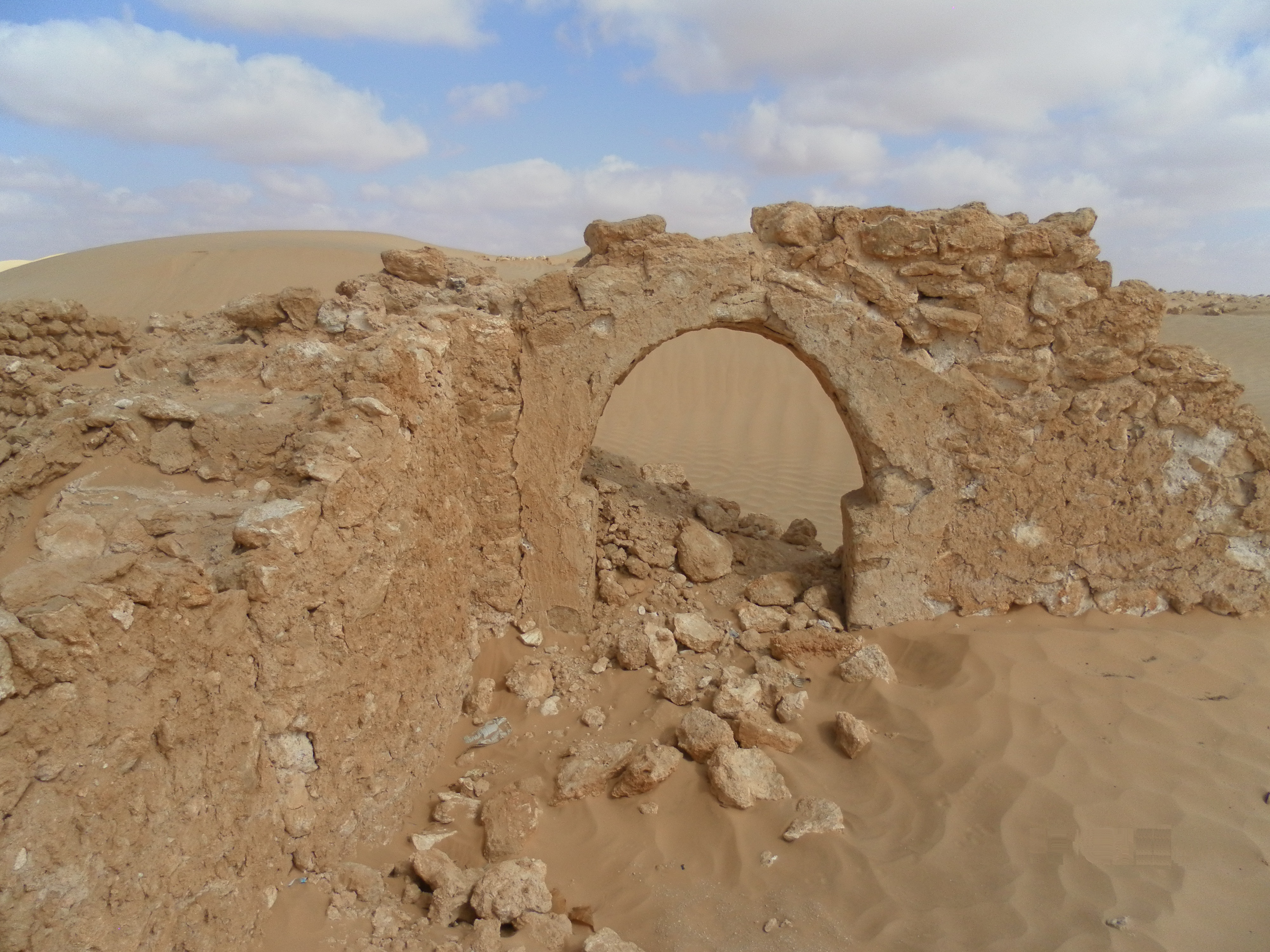
آثار لمدينة هون القديمة « هون الحويلة »

جاء في كتاب معجم البلدان الليبية للشيخ الطاهر الزاوي (هون واحة كبيرة وعند أهلها شيء من رفاهة العيش، لهم مهارة في دبغ الجلود وتطريزها بالحرير، بها زراعة محلية تسقى بالقواديس، وتظهر في تسميتها «أن هذا الاسم جاءنا من بنى الهون قبيلة عربية تنتمي إلى الهون بن خزيمة بن مدركة» بن الياس بن مضر.جاءت مع الفتح الإسلامي. كما جاء في الرواية الشفهية المتواترة والتي وردت على لسان الشيخ العالم الصوفي أحمد الزروق مخاطبا التلمساني الذي جاءه طالبا النصح والمشورة قائلا له « أذهب لمسكان واتخذ منها مسكنا ».
مرت هون في تاريخها الذي وصلنا بمواضع ثلاثة. فمن ازكان أو مسكان التي تقع شمال هون الحالية. والتي أشار إليها البكري باسم « هُــل »... إلى هون الحويلة التي تقع جنوب غرب مسكان والتي أسسها خلف الله محمد المناري السـُـلمّي ومن معه عام 892 هـ. والتي اكتسبت اسم « الحويلة » ربما بعد الانتقال منها إلى هون القديمة حيث مر حول أو عام على الانتقال. وهون الحويلة – يصفها الرحالة – الإنجليزي جون ليون الذي زارها عام 1818 م قائلا « لها ثلاثة أبواب وبها مبنى مشيد يرجح انه كان قلعة كبيرة اما الحدائق والبساتين فهي تحيط بالقرية من كافة نواحيها بشكل دائري وباتساق منتظم) ويختتم قوله انهم اناس طيبون وعلى أخلاق كريمة. 

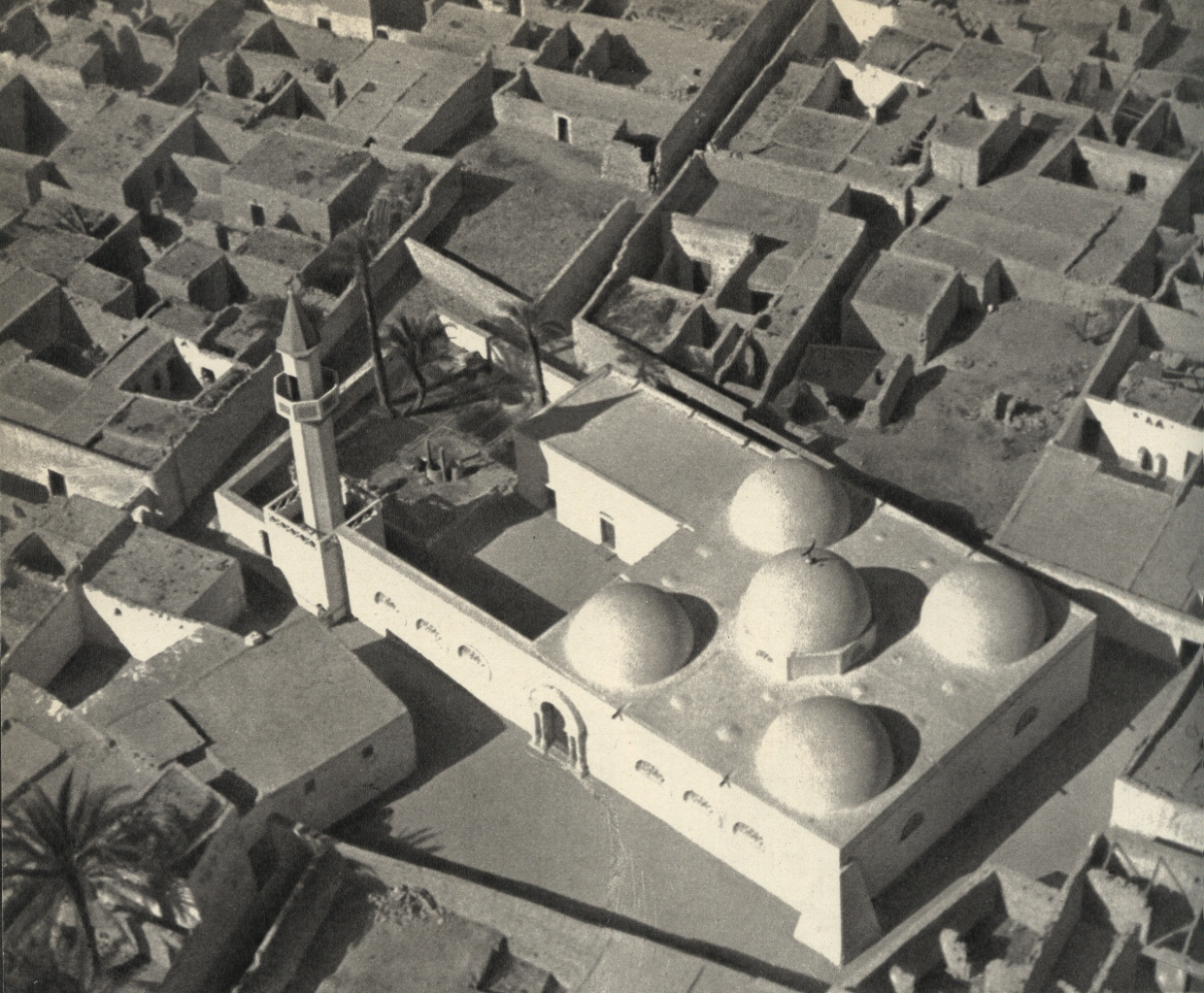
المدينة القديمة في الثلاثينيات من القرن 20

وبزحف الرمال على هون الحويلة كاتب اهلها الوالي التركي في 10 ابريل 1852 م في كتابة (من طرابلس الي فزان) قائلين «..صار الرمل يزحف شيئا فشيئا حتى عدم جميع البساتين والتصق بسور البلدة وصار يهجم مدة اثني عشرة سنه ونحن منه في تعب عظيم. مر أدنا في التخلي عنها والتثبت بإنشاء بلدة جديدة». وكان إنشاء البلدة الجديدة (هون القديمة) في منتصف القرن التاسع عشر حيث بنيت على نفس توزيع هون الحويلة وأحيطت بسور حصين به أربع أبواب رئيسية تسمى: 
- باب الحاج أمحمد ويقع بالجهة الجنوبية.
- باب الحاج حمد ويقع بالجهة الشمالية.
- باب الأيطيرش ويقع بالجهة الشرقية.
- باب الغنم ويقع بالجهة الشمالية الشرقية.

وبالسور مدخلان صغيران يسميان (خوخة آل الحلو بالجهة الغربية وخوخة عكاشة بالجهة الشرقية). وقسمت أحياؤها إلى أربع محلات عرف كل منها باسم الربع وتوزعت بهذه الأرباع المساجد والزوايا التي كانت منارات للعلم والمعرفة. فكان الجامع العتيق في وسط المدينة من الناحية الشمالية، والجامع الصغير ويسمى أيضا (جامع بن عمران) بالربع الشمالي الغربي ومسجد عبد الجليل بالربع الجنوبي الشرقي وجامع غميض الذي قام ببناه عمر بن شريفة بالربع الشمالي الشرقي - والزاوية القادرية وكان يطلق عليها (المدرسة القادرية) بالربع الجنوبي الشرقي. والزاوية الأسمرية بالربع الجنوبي الغربي والزاوية العيساوية (زاوية بن عيسى) بالربع الشمالي الغربي والزاوية السنوسية بالربع الشمالي الغربي.
هذا وقد احتضنت هون العديد من العلماء والفقهاء البارزين أمثال الشيخ محمد محمود الشنقيطي والشيخ محمد الأمين السوقي والفقيه العلامة عبد الرحمن الخازمي والشيخ عمران بن بركة وشهير زمانه الشيخ الكانمي والمجاهد الشيخ أحمد الشريف.
كما أنجبت مدينة هون العديد من العلماء والفقهاء والأدباء والشعراء والفنانين الذي برزوا وأبدعوا محليا وعربيا فمنهم على سبيل المثال لا الحصر – الشيخ الفقيه محمد محمد حيدره والذي أقام سبعة عشر سنة بالأزهر يطلب العلم ويتبحر فيه ذكره الحشائشي في كتابة (جلاء الكرب عن طرابلس الغرب) بأنه الأديب الفقيه الذي يحفظ آلافاً من أبيات الشعر المنظوم الرقيق. والشيخ مصطفى الحاج أحمد الذي تتلمذ على يد الشيخ محمد كامل بن مصطفى العالم الشهير وأخر القراء المهرة وكذلك الشيخ الفقيه أمحمد الخير تلميذ الشيخ العالم الشهير محمد محمود الشنقيطي الذي استضافة الشيخ محمد الخير واعطاه جمل ومسكن وملبس مقابل تعليم سبعة شباب من هون الفقه الإسلامي وان يلازمة ابنه الشيخ أمحمد الخير في كل مكان لكي يتعلم ادب الحديث والجلوس واصول الفقه الإسلامي.

### أثناء الاحتلال الإيطالي

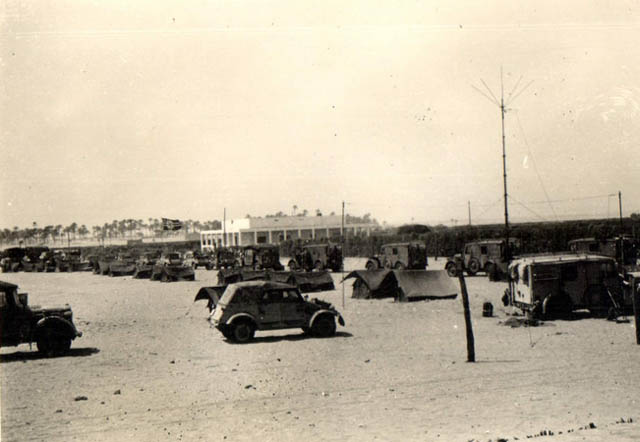
معسكر الجيش الألمانى في مزرعة الفوارة بهون ، مارس 1941 الحرب العالمية الثانية

خلال فترة الاحتلال الإيطالي لليبيا كانت هون العاصمة الإدارية لمنطقة فزان
أو إقليم الصحراء الليبية (بالإيطالية: Territorio del Sahara Libico)‏ بل كانت المركز العسكري الإيطالي للمنطقة.
وحسب احصتئيات العام 1939 بلغ عدد الأقلية الإيطالية في المدينة 1,156 نسمة في مقابل 35,316 من السكان الليبيين.
ولعل أهم ما يفتخر به أهالي مدينة هون مشاركتهم الفاعلة والمشرفة والمهمة في تاريخ الجهاد الوطني ضد الغزو الإيطالي. حيث شارك أهلها في أكثر من أربعين معركة وموقعة على طول البلاد وعرضها وأهم المشاركات الفاعلة كانت في معارك الشط والهاني وتاقرفت والحشادية وكانت معركة عافية الشهيرة في 31 أكتوبر 1928 ، وما تلاها في 15 نوفمبر من نفس العام حيث تم إعدام تسعة عشرة من خيرة رجال البلدة لمشاركتهم في معارك الجهاد ودعم المجاهدين، وهم :
( احمد كاجيجي - بشير بن مازن - بشير دراويل - جمعة بن علي - محمد البشير بن مازن - محمد بن الحاج احمد - محمد وداني - محمد بوقصيصة - محمد العكشي - محمد بن الحاج احمد - محمد قرينقو - عمرو شغيوي - عربي حاج ميلاد - علي عبد العاطي - علي محمود تيتوي - علي السنوسي البريكي - عبد الرحمن بن معتوق - فضيل حاج محمد - صالح بن الحاج صالح )
وقيدت الأسماء في النصب التذكاري المقام تخليداً للمناسبة بساحة الشهداء في مدينة هون .
ولم يكتف المستعمر الايطالى بالاعدامات بل جرى تهجير وإجلاء جميع أهالي مدينة هون في 15 يناير 1929 م إلى المدن الساحلية للبقاء هناك ما يقرب من العامين -

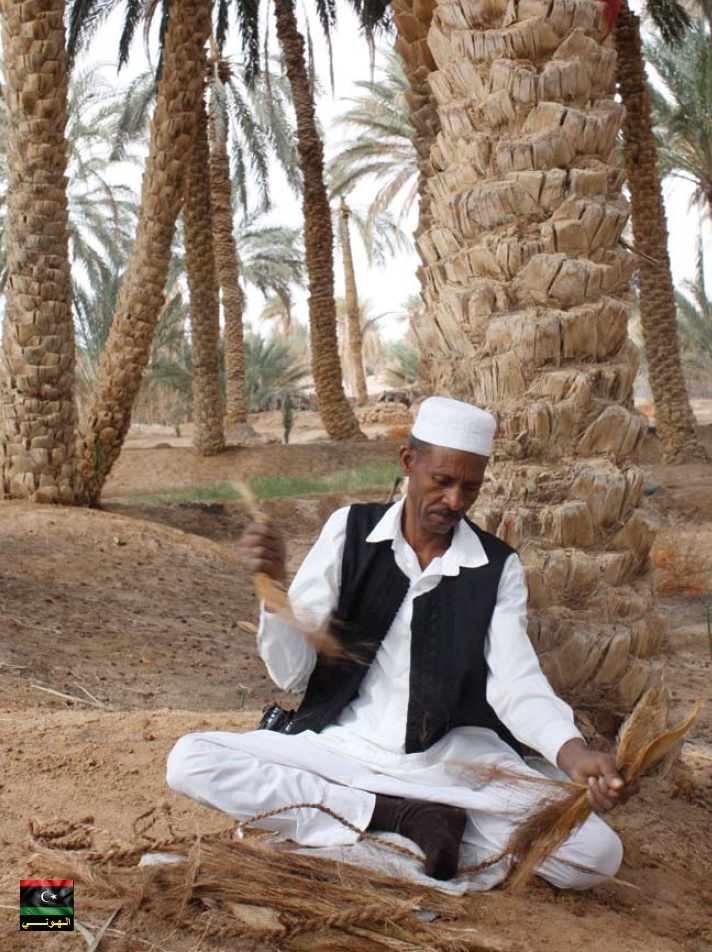
الحرف التقليدية: صناعة الحبال من ليف النخيل

كما اشتهرت المدينة بالحرف والصناعات التقليدية المتقنة التي كانت لسد الاحتياج اليومي في كافة نواحي الحياة، ومنها:
- الحرف المعتمدة على منتجات النخلة (من السعفيات والألياف).
- حرف الفضيات – من صناعة حلي الفضة وطرق ونقش لها.
- حرفة التطريز من نقش الحرير والفضة وتطريز الملبوسات.
- الحرف الجلدية من صناعة للأحذية والحقائب والآلات الايقاعية من جلود الأغنام والماعز والماشية والإبل.
- الحرف الفخارية من صناعة للأدوات والمعدات اللازمة للحياة من أدوات الطهي والنقل وغيرها.
- صناعة طرق الحديد، حيث صناعة الفؤوس ومعدات الزراعة والبناء.
- صناعة الحجارة - حيث صناعة الطوب « قطع الرشاد» الذي يستعمل في بناء البيوت وغيرها
- صناعة الجير – الجير البلدي الذي يستخدم في أغراض البناء والزراعة وكذلك الطلاء.
- صناعة العربات المجرورة أو ما يعرف « الكراطين ».
- الصناعات الصوفية، حيث غزل ونسج الصوف لصناعة الملبوسات والأغطية المختلفة.
- الصباغة وهي حرفة لغرض تزيين وتلوين الملابس والمنسوجات.
- صناعة المواد الغذائية كصناعة رب التمر والخل وتجفيف وحفظ الفواكه والخضراوات.

مع بداية السبعينيات بداء أهالي مدينة هون بالخروج من المدينة القديمة وفي منتصف الثمانينيات انتقل جل أهلها إلى الموضع الرابع والأخير للمدينة الحالية.

## خريف الواحة
يعد من أهم الفصول في حياة قاطنيها فالخريف هو فصل الحصاد وجني التمور حيث يعد مفتتح لعام جديد وفقا للأحوال الاقتصادية وظروف المعيشة فإذا ما كان الخريف صابة أي به محصول وفير كان الأمل كبيراً في إقامة الأعراس في الصيف الذي يليه وكان الزواج والتزاوج ممكنا وكانت بداية الحياة لتستمر في أحضان الواحة الدافئة

## مهرجان الخريف

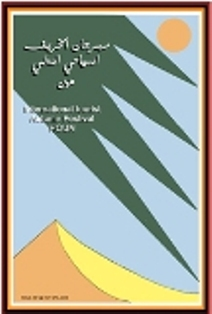
شعار مهرجان الخريف بهون

هــو مساحة للفرح تفتح براح للذاكرة يعانق فيه عبق الماضي ألق الحاضر.
هــو البهجة التي يعج بها المكان فتكسر رتابة الصمت ويتغنى الجميع (هذا هو الخريف شمسنا في الواحة وإرثنا الأصيل ) تكون مغناة المهرجان هي إعلان البداية لعروض المهرجان والتي تستمر طيلة ثلاثة أيام ابتداء من الجمعة الأولى من شهر أكتوبر وحتى اليوم الثالث من نفس الشهر المفاجئة هي بداية العروض التي تتوالي بلوحات إخراجية غاية في الروعة .
فعاليات المهرجان 
تقدم فعاليات المهرجان وفق جدول زمني دقيق منظم تشترك في وضعه كافة اللجان المشاركة مع الاستفادة من خبرات الدورات السابقة وعادة ما يكون مرتب حسب التالي :
اليوم الأول
الافتتاح عصر اليوم الأول ويكون حفل الافتتاح بمثابة الفهرس لمناشط المهرجان ويعيش الحاضرين جوا من المرح والمتعة حتى الساعات الأولى من الليل .
تعطى مساحة زمنية لتناول وجبة العشاء ثم يعود الطرب والرقص مع ما تقدمه الفرق المشاركة
اليوم الثاني
تجسيد لحياة المزارع وهو اوبريت بانورامي حي يجسده عدد من المشاركين في فعاليات المهرجان يقومون فيه بشرح كاف كانت حياة المزارع اليومية 
للثقافة حضورها المميز حيث تعقد الندوات والاصبوحات الثقافية .
المعارض وتشمل معرض الفنون التشكيلية والتصوير الضوئي ومعارض المقتنيات الشعبية ونباتات الزينة والمشغولات السعفية والفخارية وأعمال الحُلي والفضة 
العروض التراثية وتجسيد أعمال المرأة في الحياة اليومية للواحة 
يختتم اليوم الثاني بالعرس الشعبي تقيمه فرقة هون للفنون الشعبية بمشاركة الجمهور
اليوم الثالث
عروض الأزياء 
إعلان نتائج مسابقة الأشرطة القصير
عرض الفلم الحائز على الترتيب الأول 
عروض الأزياء الشعبية 
العاب شعبية على رمال البلاد الحولية 
الختام
المطبوعات 
تقوم إدارة الإعلام والتسويق باللجنة الأهلية للمهرجان بإعداد المطبوعات من مجلات وملصقات ومطويات والبومات وأقراص مدمجة توزع هذه المطبوعات في كافة أنحاء الجماهيرية وخارجها من خلال دور النشر والتوزيع وأصدقاء المهرجان وتخصص مساحة 10% للأعلان ويوضع شعار الراعي الأول على الجهة اليسرى لشعار المهرجان في كل المطبوعات والمراسلات الرسمية للدورة المتفق عليها.
أماكن العرض 
لإدارة الدورة الحرية في اختيار الأماكن التي يتم فيها تقديم العروض والفعاليات حسب الرؤية الإخراجية التي تقرها لجنة الإخراج والمتابعة للدورة وعادة ما يتم اختيار أحد الساحات المناسبة داخل مدينة هون ليوم الافتتاح ثم توزع المناشط بين المدينة القديمة هون ومزارع القصير ومزرعة الفوارة ورمال البلاد الحويلة وقد توضع زيارات لأهم المناطق الأثرية في المنطقة مثل المتحف التاريخي سوكنه وقلعة طوزة وقلعة زلة والمدينة القديمة الفقهاء

## وصلات خارجية
- منتديات الجفرة الحرة.. ليبيا.. شعبية الجفرة
- مدينة هون تحتفي بالخريف، عبد الوهاب قرينقو/ جيل